# Бахари (деревня)
Бахари — деревня в составе Красновишерского городского поселения Красновишерского района Пермского края.

## Географическое положение
Деревня расположена на правом берегу реки Вишера, примыкая к северо-западной окраине города Красновишерск.

## Климат
Климат умеренно-континентальный с продолжительной холодной и снежной зимой и коротким летом. Снежный покров удерживается 170—190 дней. Средняя высота снежного покрова составляет в лесу около 1 метра. В лесу снег сохраняется до конца мая.

## Население
| 2010 |
| ---- |
| 1    |